# Bengt Silfverstrand
Bengt Henry Silfverstrand, född 25 juli 1941 i Maria församling i Helsingborg, är en svensk politiker (socialdemokrat) från Höganäs, som mellan 1976 och 2002 var riksdagsledamot, från 1998 för Skåne läns västra valkrets.

## Politisk karriär
Bengt  Silfverstrand utbildade sig på Handelsgymnasiet och tog examen 1960 och blev företagsekonom 1970. Innan han blev heltidspolitiker var han anställd vid Helsingborgs Litografiska AB 1960-1962 och vid Höganäs AB 1962-1976. Som anställd på Höganäs blev han politiskt engagerad i socialdemokraterna, Silfverstrand blev ledamot av Höganäs kommunfullmäktige 1974 och var 1:e vice ordförande i kommunalfullmäktige 1989-1991, 2:e vice ordförande 1992-1994. Han satt i kommunalfullmäktige till 2010 med mindre avbrott under riksdagstiden. Han hade uppdrag i biblioteks-styrelsen, besvärsnämnden, kulturnämnden och revisionen i Höganäs kommun.

### Riksdagsman
Han var ersättare i riksdagen1974-10-20 – 1974-12-15 och 1975-01-27 – 1975-03-16 innan han blev ordinarie riksdagsledamot. Som riksdagsledamot deltog han i utrikesutskottet arbete 1976-10-03 till1998-10-04 det vill säga största delen av sin riksdagsmannatid. Han var 1988 till 2002 delaktig i utbildningsutskottet. De sista fyra åren i riksdagen satt han i  finansutskottet. 1976 till 1988 var han delaktig i Lagutskottets arbete.

### Efter riksdagen
2002 när Silfverstrand återvände till kommunalpolitiken 2002 lämnade Claes Pettersson socialdemokraterna och blev centerpartist. Efter fyra år som oppositionsråd i Höganäs ersattes Bengt Silfverstrand av Sven Augustsson. Han hade då skrivit en historik över Höganäs arbetarkommun med Göran Schwanbom. Han satt kvar i kommunfullmäktige till 2010. Han har varit aktiv i DHR, Delaktighet Handlingskraft Rörelsefrihet sedan länge och är också aktiv i PRO. Han är också aktiv i den politiska opinionsbildningen och 2019 väckte han uppmärksamhet genom att uppmana moderaterna Christian Sonesson och Johan Bolinder att spela rysk roulett – så att åtminstone en av dem skulle dö. Sonesson tog illa vid sig och övervägde att polisanmäla medan Silfverstrand menade att det var satir. 2016-2017 var han skribent i ETC Malmö.

### Ockerbyaffären
Silfverstrand var huvudperson i den så kallade Ockerbyaffären. Borgerliga politiker och banktjänstemän i Höganäs, fick med start 1971 fick ett hundratal anonyma nidbrev, där de anklagades för olika oegentligheter, fiffel och brottsliga handlingar. Personen som skickade de privata breven skrev även insändare under pseudonymen Sven L. Lundh. Under samma namn publicerade han 1974 även den lilla boken Danssviter från Höganäs. Silfverstrand, som vid tiden var lokalpolitiker för Socialdemokrafterna i Höganäs, blev misstänkt som upphovsman till breven. Han dömdes i december 1977 av Helsingborgs tingsrätt till 100 dagsböter för förtal. Rätten var oenig och en nämndeman ville helt frikänna Silfverstrand. Han själv har alltid nekat till anklagelserna.